# Everardo López Alcocer
Everardo López Alcocer (n. Tototlán, México, 7 de febrero de 1916 - † Tecomates, Jalisco, México, 19 de diciembre de 1968). Obispo mexicano.

## Infancia y seminario
Fue segundo obispo de Autlán, sucesor inmediato de Miguel González Ibarra.
Sus padres fueron Felipe López y María de Jesús Alcocer. Por sus dotes intelectuales sus superiores del Seminario de Guadalajara lo enviaron, en 1936, a estudiar filosofía y teología a la Pontificia Universidad Gregoriana de Roma. Fue alumno interno del Seminario Pío Latino.

## Sacerdote
Recibió la Ordenación Sacerdotal el 4 de abril de 1942 en la ciudad eterna. A raíz de la guerra no pudo regresar a México y durante dos años más estudió derecho canónico. Llegó a la ciudad de Guadalajara en el verano del año de 1945 y fue destinado a San Juan de los Lagos en donde fungió como director espiritual del Seminario Auxiliar y vicario cooperador de la parroquia. Después fue trasladado al Seminario de Guadalajara, donde permaneció desde el año de 1947 a 1964 desempeñando los servicios de prefecto de los latinos medianos, capellán del Seminario Mayor, prefecto de filósofos, prefecto de latinos mayores y prefecto de los alumnos de teología. Además impartió las clases de humanidades (castellano, latín, historia universal e historia de México). En la Facultad de Filosofía: apologética, ética, urbanidad eclesial. En la Facultad de Teología las cátedras de Derecho Canónico e Historia de la Iglesia. Fue un hombre que puso al servicio de los seminaristas un gran interés en su formación recta, espiritual, moral y humana. Podemos decir que él no levantó templos materiales, pero los levantan sus sacerdotes que él formó. Centuplicó pues, toda su fuerza o su potencial en los sacerdotes que formó.
En el mes de junio del año de 1964 fue nombrado párroco de San José de Analco, en la ciudad de Guadalajara, Jalisco. En este lugar desarrolló una gran labor evangelizadora y material en su parroquia. Supo evangelizar, hacer discípulos de Jesús, seguidores del evangelio haciendo de sus feligreses auténticos cristianos evangelizados y evangelizadores. No repitió las fórmulas del catecismo sino que lo que aprendieron pastor y fieles lo llevaron a la práctica. Fue un hombre de oración y de confesionario. Ejercitó la caridad y procuró con todos los medios a su alcance, naturales y sobrenaturales, una vida cristiana y fervorosa de sus feligreses en su comunidad parroquial. Su amor a los pobres lo hacía considerarlos como la parte de su rebaño más necesitada y que reclamaba más su amor y atención. Lo llamaban el párroco de los pobres.

## Obispo de Autlán
Fue preconizado obispo en el mes de agosto del año de 1967. Recibió la ordenación episcopal el día 29 de septiembre del año de 1967, siendo su consagrante principal el cardenal José Garibi Rivera, arzobispo de la ciudad de Guadalajara. Actuaron como consagrantes el obispo José Salazar López, obispo de Zamora, Michoacán y el obispo Francisco Javier Nuño Guerrero, obispo Auxiliar de Guadalajara. Con un gran espíritu comienza su servicio episcopal, visitando parroquias y rancherías de su diócesis, unificando a sus sacerdotes y señalando las directrices para su seminario. Continuó las obras materiales en la catedral, terminando el último cuerpo de la iglesia. Cerró las puertas de los costados en donde están actualmente los confesionarios, colocó parte de la cantera y el piso de la capilla del Santísimo.
Falleció en el ejercicio de su ministerio pastoral, en un accidente automovilístico en la carretera costera Barra de Navidad en el crucero del poblado de Tecomates, Jalisco, cuando regresaba a su sede episcopal después de haber celebrado la eucaristía en Chamela, Jalisco, el 19 de diciembre de 1968.